# 王士隆
王士隆（？—621年），一名隆，字师，自称是太原郡晋阳县（今山西省太原市）人，项城郡公王韶之子。

## 生平
王士隆略懂官书文簿，擅长射箭骑马，慷慨有其父的风范。大业年间，很被隋炀帝亲信看重，官至备身将军，改封耿公。多次让他讨伐山贼，往往得胜。大业十三年（617年）七月，隋炀帝派遣江都通守王世充率领江淮精兵，将军王士隆率领邛部黄蛮兵，河北大使太常少卿韦霁、河南大使虎牙郎将王辩等人各自率领所统帅的军队一起前往东都洛阳，讨伐李密。九月，王世充、韦霁、王辩以及河内通守孟善谊、河阳郡尉独孤武都各自率领军队在东都会师，只有王士隆迟误期限没到。大业十四年（618年）隋炀帝被杀后，越王杨侗称帝，皇泰二年（唐高祖武德二年，619年）正月初二，王士隆统率屯卫将军张镇周、都水少监苏世长等，率领山南军队数千兵自江、淮到达东都。开明元年四月戊申（619年5月28日），王世充称帝，对待王士隆非常礼遇，任命王士隆出任尚书左仆射。王士隆忧愤，武德四年（621年）背上发疽而卒。

## 家庭

### 祖父
- 王楷，一名豫，北周冠军侯、原州刺史

### 父亲
- 王子相，隋朝仪同三司、丰州刺史、开府使持节、少内史、大将军，封陈州顿丘郡开国公、并州总管、河北道行台尚书右仆射、柱国，赠上柱国、敬公，食邑三千户，加赠司徒公、尚书令、灵豳丰夏银盐尚庆云胜十州刺史，改谥明、上柱国如故、魏国公、食邑三千户

### 兄弟
- 王仕恭，北周蒙县男

### 夫人
- 河南宇文氏，许国公宇文贵孙女，大将军、工部尚书、安平公宇文恺之女[4]

### 子女
- 王弘，项城公世孙，11岁夭亡，开皇十五年与早夭的北周广城公尔绵永孙女段娘娘冥婚合葬祖茔，与祖父王韶同日下葬[4]